# Japanische Invasion von Bali
1. Borneo – Tarakan – Celebes – Balikpapan (See) – Balikpapan (Land) – West-Borneo – Samarinda (Ost-Borneo) – Banjarmasin (Süd-Borneo) – Ambon – Straße von Makassar – Sumatra – Palembang – Badung – Timor – Bali – Riau-Inseln – 1. Javasee – Sundastraße – Java – 2. Javasee – Niederländisch-Neuguinea – Kleine Sundainseln – Molukken – 2. Borneo
Die Japanische Invasion von Bali fand am 19. Februar 1942 während des Pazifikkriegs im Zweiten Weltkrieg durch Einheiten der japanischen Armee statt. Die Insel wurde ohne nennenswerten Widerstand eingenommen.

## Vorgeschichte
Die Insel Bali liegt vor dem östlichen Ende von Java, dort durch die  2,5 km breite Bali-Straße und im Osten durch die Lombokstraße von der Insel Lombok getrennt. Die Insel gehört zur Gruppe der Kleinen Sundainseln. Bali ist mit üppig bewaldeten Bergen bedeckt, die mehr als 1220 m hoch sind. Am östlichen Ende der Insel erhebt sich der höchste Gipfel auf 3142 m. Die Insel hat eine Ost-West-Länge von 145 Kilometer und eine maximale Nord-Süd-Breite von 95 Kilometer.
Die Insel war ursprünglich nicht von den Japanern als Ziel gesehen worden, da sie beabsichtigten, Flugplätze im südlichen Teil von Borneo zu nutzen, um die Landungen in Java (Operation J) zu unterstützen. Starke Regenfälle machten dies jedoch unmöglich. Als Ausweichflugplatz bot sich der Flughafen in Denpasar im zentralen Teil der Südküste Balis an. Wetterbeobachtungen zeigten, dass dieser im März regenfrei sein würde.

## Die Lage auf der Insel
Auf Bali befanden sich keine regulären KNIL-Truppen. Es gab nur ein Hilfskorps, das Korps Prajoda, bestehend aus etwa 600 einheimischen Soldaten und mehreren niederländischen KNIL-Offizieren unter dem Kommando von Oberstleutnant W. P. Roodenburg. Ihre Hauptaufgabe war es, den Flugplatz in Denpasar im Falle eines feindlichen Angriffs zu verteidigen und/oder zu zerstören. Dort waren allerdings keine Kampfflugzeuge stationiert, so dass Bali völlig ohne Luftunterstützung war.
Die Mehrheit der europäischen Zivilisten auf Bali war schon im Januar 1942 von den niederländischen Behörden nach Java evakuiert worden.
Die Japaner hatten beschlossen, die Kanemura-Abteilung, ein Infanteriebataillon der 48. Division unter Generalmajor Tsuchihashi Yūitsu zu entsenden, um die Insel zu erobern. Die Abteilung wurde von Major Kanemura Matabei befehligt.

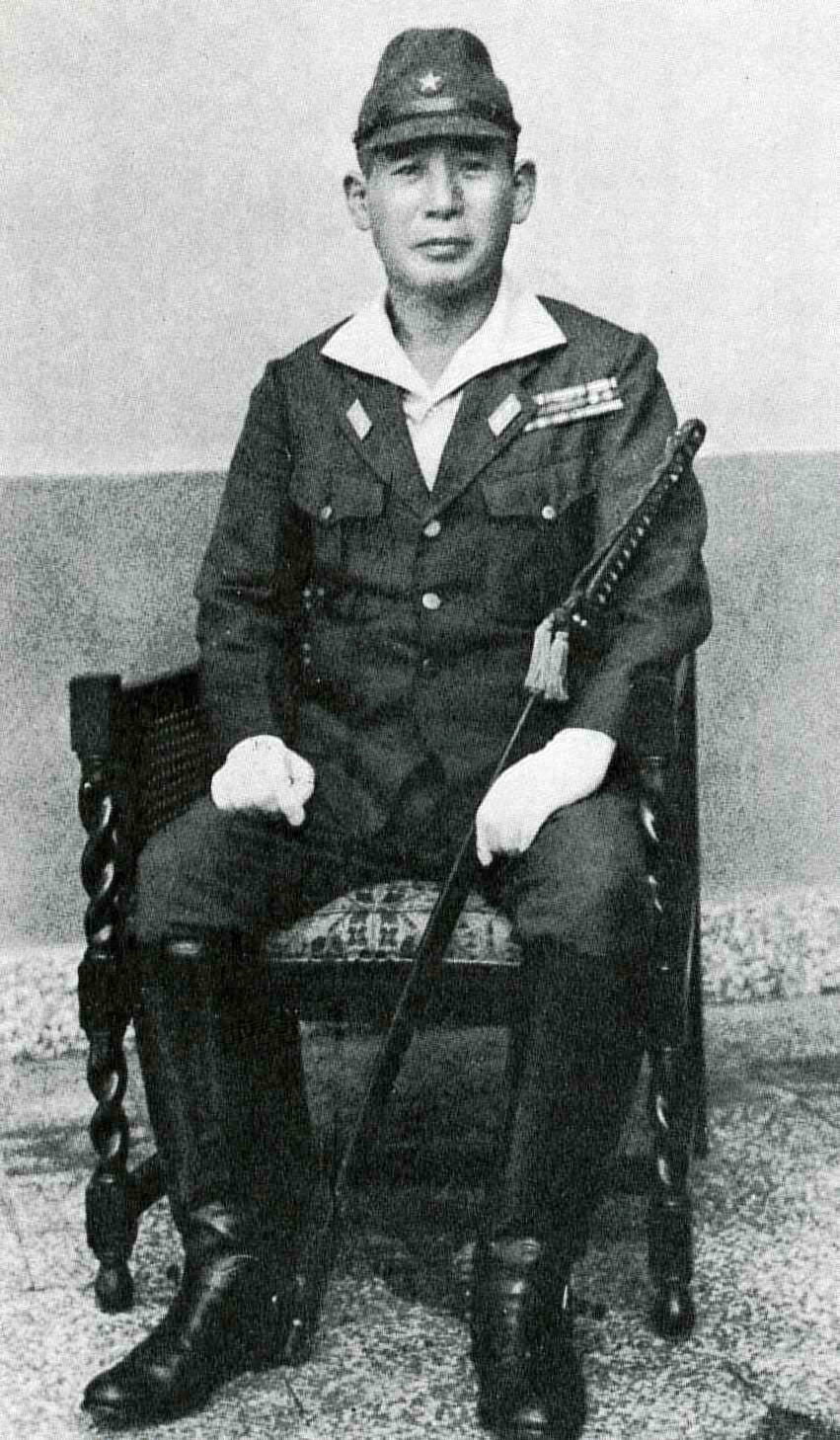
Generalmajor Tsuchihashi Yūitsu

## Die Landung
Am 17. Februar verließ eine japanische Vorausabteilung mit den Transportern Sagami Maru und Sasago Maru mit einem Bataillon der 48. Division an Bord den Hafen von Makassar. Die Sicherung bestand aus den Zerstörern Ōshio, Asashio, Michishio und Arashio der 8. Zerstörerdivision. Der Deckungsverband mit dem Kreuzer Nagara und den Schiffen der 21. Zerstörerdivision Wakaba, Hatsushimo und Nenohi operierte nördlich von Bali.
Die japanischen Streitkräfte landeten am 19. Februar 1942 bei Sanur in der Nähe der Stadt Denpasar auf Bali und rückten in der Dunkelheit der Nacht und während eines Gewitters vor. Sie besetzten die niederländische Kaserne mit einem Überraschungsangriff gegen nur geringen Widerstand. Auch der Flugplatz konnte schnell erobert werden. Die niederländischen Pioniere hatten den Befehl Roodenburgs, die Zerstörungsaktionen nicht zu verschieben falsch gedeutet und als Aufschiebung verstanden. Daher hatten sie die vorgesehenen Sprengungen nicht ausgelöst. Schon am nächsten Tag landeten die ersten japanischen Kampfflugzeuge der Tainan Air Group auf dem Flugfeld.
Eine mögliche Besetzung Balis durch japanische Truppen stellte für Ziele in Nordaustralien und den großen Marinestützpunkt in Surabaya auf Java eine immense Bedrohung dar. Das ABDACOM erkannte diese Gefahr und plante eine Abfangmission gegen die japanische Invasionstruppe. Dies führte dazu, dass in der Nacht vom 19. auf den 20. Februar die Seeschlacht in der Straße von Badung ausgetragen wurde. Den Japanern unter Konteradmiral Kubo Kyuji gelang es die für Bali bestimmten beiden Truppentransporter erfolgreich gegen die eingesetzten Schiffe der ABDA-Flotte zu verteidigen.

## Nach der Invasion
Auf Bali wurden nur wenige Soldaten von japanischen Einheiten gefangen genommen. Sie wurden im Juni 1942 nach Makassar auf Celebes, transportiert. Einige Dutzenden Zivilisten, die auf Bali geblieben waren, wurden im Mai und im Juli 1942 ebenfalls nach Makassar verbracht. Erst gegen Ende 1943 wurde noch eine kleinere Gruppe von Geistlichen und Künstlern interniert und nach Celebes transportiert.